# 조지프 콘래드
조지프 콘래드(영어: Joseph Conrad, 1857년 12월 3일~1924년 8월 3일 )는 폴란드 출신의 영국 소설가이다. 본명은 유제프 테오도르 콘라트 코제니오프스키(폴란드어: Józef Teodor Konrad Korzeniowski)이다.

## 생애
그는 베르디추프(현재는 우크라이나의 베르디치우)에서 독립투사이자 문필가(시인·극작가·번역가)인 아버지 아폴로 코제니오프스키와 어머니 에바 코제니오프스키 사이에서 외아들로 태어났다. 당시 폴란드는 러시아의 지배하에 있었으나, 문학적 소양을 지닌 아버지의 영향으로 폴란드어로 교육받고 프랑스어 문학가 작품에도 관심을 갖게 되었다. 그러나 열두살에 고아가 되는 등 불우한 어린 시절을 보낸 그는 열여섯 살에 학업을 중단하고 선원이 되기 위해 프랑스 마르세유로 갔다. 프랑스에서 수습 선원으로서 4년을 보내는 동안 그는 도박 빚을 지고 권총 자살을 시도하기도 했다.
그 후 영국으로 건너가 1880년과 1884년에는 각각 이등항해사와 일등항해사 자격시험에 합격했고, 세계 여러 나라를 오갔다. 그는 1886년 8월에 영국으로 귀화하고, 그해 11월에 일반선장 자격시험에 합격했다. 하지만 그는 1894년 1월에 선원으로서의 삶을 마감하고 서른일곱이라는 늦은 나이에 작가로서의 제2의 인생을 시작했다.

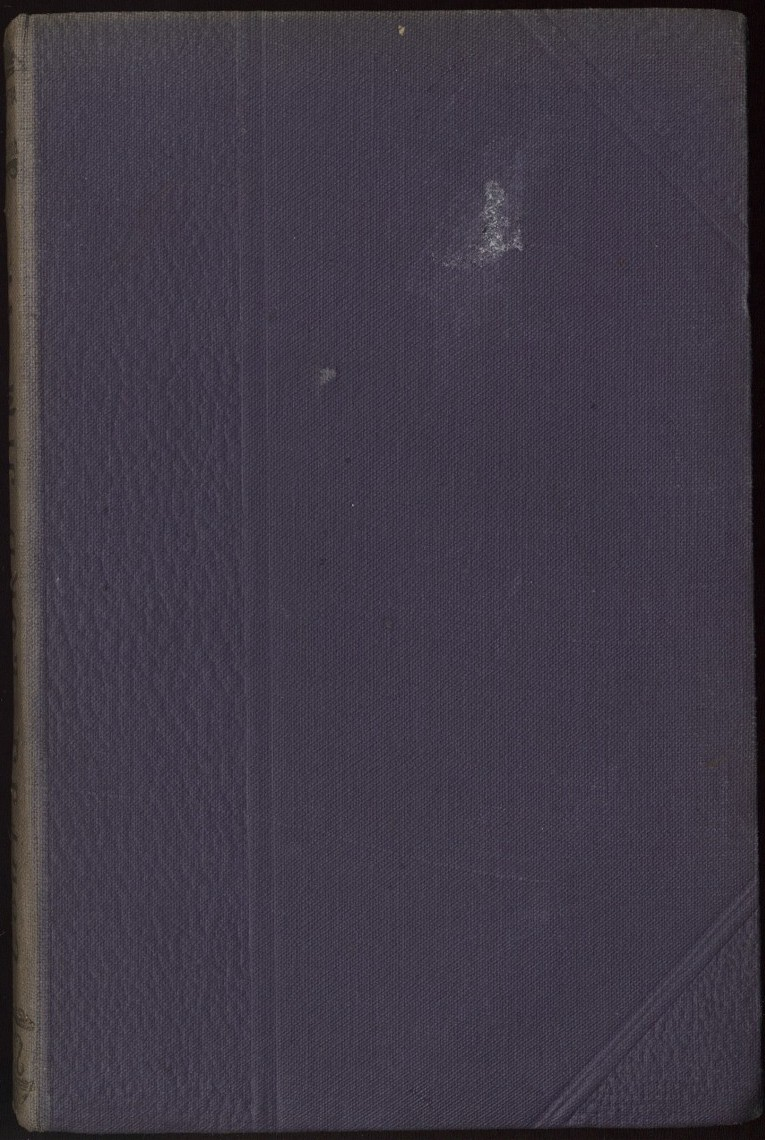
폴란드어로 쓰인 《로드 짐》.

조지프 콘래드라는 영어식 이름으로 개명하고, 1895년 4월에 그의 첫 번째 소설 《올메이어의 어리석은 행동》(1895)이 언윈 출판사에서 출간되었다. 1896년 3월, 그는 언윈 출판사에서 알게 된 제시 조지(Jessie George)와 결혼했다. 그는 20여 권의 소설을 남겼는데, 배를 탔던 경험을 살린 해양 문학의 정수를 보여주는 작품들이 많다. 주요 작품으로는 《어둠의 심연》(1899), 《로드 짐》(1900), 《노스트로모》(1904), 《서구인의 눈으로》(1911) 등이 있다. 1924년 8월 3일, 콘래드는 예순일곱 살의 나이에 심장마비로 세상을 떠났다.

## 저작
| 연도 | 제목                | 원제                          | 비고                     |
| ---- | ------------------- | ----------------------------- | ------------------------ |
| 1895 |                     | Almayer's Folly               |                          |
| 1896 |                     | An Outcast of the Islands     |                          |
| 1897 | 나르시스호의 검둥이 | The Nigger of the 'Narcissus' |                          |
| 1899 | 어둠의 심연         | Heart of Darkness             |                          |
| 1900 | 로드 짐             | Lord Jim                      |                          |
| 1901 |                     | The Inheritors                |                          |
| 1902 |                     | Typhoon                       |                          |
| 1902 |                     | The End of the Tether         |                          |
| 1903 |                     | Romance                       |                          |
| 1904 | 노스트로모          | Nostromo                      |                          |
| 1907 | 비밀요원            | The Secret Agent              |                          |
| 1911 | 서구인의 눈으로     | Under Western Eyes            |                          |
| 1915 |                     | Victory                       |                          |
| 1913 |                     | Chance                        |                          |
| 1917 |                     | The Shadow Line               |                          |
| 1919 |                     | The Arrow of Gold             |                          |
| 1920 |                     | The Rescue                    |                          |
| 1923 |                     | The Nature of a Crime         |                          |
| 1923 |                     | The Rover                     |                          |
| 1925 |                     | Suspense: A Napoleonic Novel  | 미완성작; 작가 사후 출판 |

## 같이 보기
- 볼레스와프 프루스
- 에드워드 사이드

## 참고 자료
- 본 문서에는 지식을만드는지식에서 CC-BY-SA 3.0으로 배포한 책 소개글을 기초로 작성된 내용이 포함되어 있습니다.